# На свободе
«На свободе» (англ. On the Loose) — шведский короткометражный фильм, который был выпущен в 1985 году. В главных ролях: Томас Фрик и Карина Линдстрем. Также в картине приняли участие рок-певец Джерри Уильямс и хард-рок группа Europe.

## Сюжет
Питер работает сварщиком в своем родном городе Катринехольм, но мечтает о получении более хорошей, высокооплачиваемой работы. Когда в город со своим концертом приезжает группа Europe, Питер узнает, что когда-то давно его девушка встречалась с солистом той группы. Питер начинает подозревать Нину, считая, что она хочет вернуться к Джоуи. Ревность полностью завладевает парнем и он сильно напивается на концерте, начинает буянить, что приводит к ссоре с Ниной. Офицер безопасности Фрейс даёт понять Питеру, чтобы тот взял себя в руки и помирился с Ниной.
Картина заканчивается тем, что Питер помог с автобусом группе и, после небольшой дружеской беседы, попрощался с Джоуи, пожелав группе удачи.

## В ролях
- Томас Фрик — Питер
- Карина Линдстрем — Нина
- Джерри Уильямс — Фрейс
- Europe — в роли самих себя
  - Джоуи Темпест
  - Джон Норум
  - Джон Левен
  - Мик Микаэли
  - Ян Хоглунд
- Томас Эрдман — менеджер группы

## Саундтрек
Саундтрек к фильму, «On the Loose», был написан Джоуи Темпестом, так же как и «Rock the Night», «Broken Dreams». В фильме можно увидеть живое выступление группы Europe с песней Rock the Night. Также в фильме фигурирует песня Джона Леннона «Working Class Hero», но в исполнении Джерри Уильямса.